# ドイツの秋

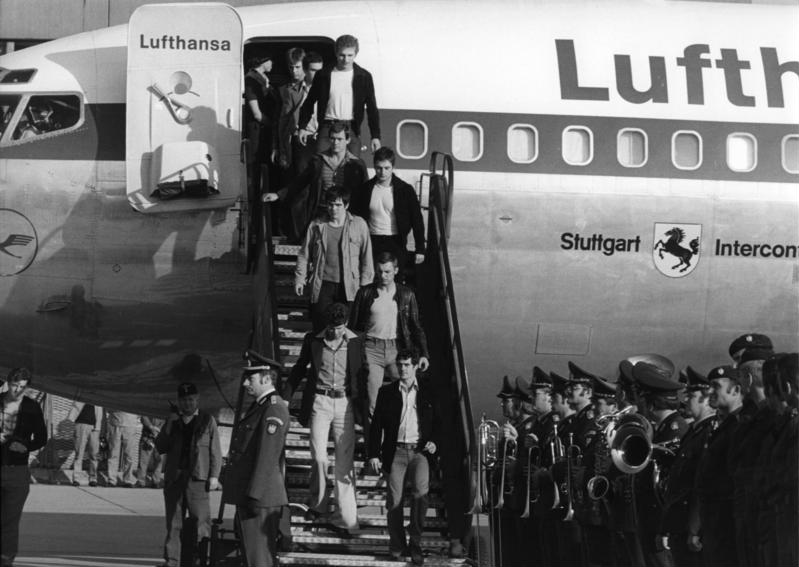
ハイジャックされたルフトハンザ航空ボーイング737-200型機「ランツフート号」へ突入し乗客を解放したGSG-9隊員が、モガディシュからケルン・ボン空港に帰還する

ドイツの秋（ドイツのあき、Deutscher Herbst）は、1977年後半の西ドイツ（当時）で起こった、一連のテロ事件の通称。
この年、ドイツ赤軍（Rote Armee Fraktion、RAF）は刑務所に収監されている中核メンバーを解放するために、西ドイツ政財界の重要人物を立て続けに誘拐して政府を揺さぶるという「77年攻勢」（Offensive 77）を開始したが、同年9月にドイツ経営者連盟会長ハンス＝マルティン・シュライヤー（Hanns-Martin Schleyer）を誘拐することにより西ドイツ政府の危機は絶頂に達した。
シュライヤーと中核メンバーの身柄を交換せよというRAFの要求に応じない政府に対し、RAFは10月にはパレスチナ解放人民戦線（PFLP）とともにルフトハンザ機をハイジャックした。10月18日、ハイジャック機には特殊部隊が突入し、RAF幹部は獄中で相次ぎ自殺し、シュライヤーは遺体で発見されるという衝撃的な結末を迎えた。これらの事件はマスコミで連日連夜大きく報じられ、戦後最大のテロ事件と政治的危機は西ドイツ社会を震撼させた。
「ドイツの秋（Deutscher Herbst）」という言葉は、アレクサンダー・クルーゲ監督の呼びかけでライナー・ヴェルナー・ファスビンダーやフォルカー・シュレンドルフら9名の監督によって製作された1978年の映画『秋のドイツ Deutschland im Herbst』に由来する。この映画は一連の事件および社会の雰囲気を伝えるニュースフィルム、様々な立場の論者による事件の解説や議論、第二次世界大戦前の社会主義運動などのドイツ史を語る映像などを交えてこの事件を描いたものだった。

## 背景
数々のテロ事件を起こしたRAFは、1972年春にアンドレアス・バーダーやウルリケ・マインホフら中心メンバーが逮捕され、シュトゥットガルトのシュタムハイム刑務所に収監されたことで壊滅したかに思われた。しかし弁護士で赤軍シンパのクラウス・クロワッサン（Klaus Croissant）とジークフリート・ハーク（Siegfried Haag）が組織の後継者となる「第二世代」のメンバーの勧誘と訓練などを行いながら、獄中の「第一世代」と面会しその声明をマスコミや支援者らに伝えていた。
獄中でRAF第一世代は何度も大規模なハンガーストライキを行い、また1975年にはRAF第二世代のメンバーが政治家ペーター・ロレンツ（Peter Lorenz）の誘拐事件、ストックホルムの西ドイツ大使館占領事件などを立て続けに起こした。

### ジークフリート・ブーバックとユルゲン・ポントの暗殺事件
1977年、RAFは重要人物の連続誘拐によって捜査を混乱させ、政府の意志を挫くことを目的として、77年攻勢と称する大規模攻勢を開始した。
1977年4月7日には連邦検事総長ジークフリート・ブーバック（Siegfried Buback）がカールスルーエでRAFメンバーに暗殺された。ブーバックは自動車で移動中に赤信号で停車していたところを、後ろから来たオートバイから自動小銃で撃たれ、運転手やボディーガードらとともに死亡した。
1977年7月30日、ドレスナー銀行の頭取ユルゲン・ポント（Jürgen Ponto）は、フランクフルト・アム・マイン近郊の小都市オーバーウルゼルの自宅前で訪ねてきた男女らに射殺された。この事件はRAFのメンバーであるブリギッテ・モーンハウプト（Brigitte Mohnhaupt）、クリスティアン・クラール（Christian Klar）、ズザンネ・アルブレヒト（Susanne Albrecht）の三名がポントを誘拐しようとして失敗した結果起こった。ポントは実行犯の一人アルブレヒトの姉妹の名付け親であった。
これらの事件は秋に起こる一連の事件の幕開けであった。

## ドイツの秋

### ハンス＝マルティン・シュライヤー誘拐事件
この事件の衝撃が冷めない9月5日、RAFの「コマンドー部隊」がケルンで、ドイツ経営者連盟（BDA）会長・ドイツ産業連合（BDI）会長を務めるダイムラー・ベンツ重役ハンス＝マルティン・シュライヤーの乗ったメルセデス・ベンツを襲った。専属の運転手、ボディガード、護衛についていた警官2名の計4名は射殺され、シュライヤーはケルン郊外の賃貸アパートに拉致監禁された。
シュライヤーはダイムラー・ベンツで社長の座を争っていた人物で1960年代末から財界活動に重点を移し、1968年に西ドイツ全土で起きた学生運動・労働運動では経営側の顔としてテレビなどで強硬な態度を示したため左派陣営からは主要な敵と目されていた人物であった。元ナチス党員で親衛隊の高級士官という前歴、ドイツの保守政界人との強いつながりも議論の的であった。シュライヤーは、獄中にいたRAF第一世代メンバーの釈放をヘルムート・シュミット政権に求める声明を出すよう強いられた。
警察による捜査は何度もシュライヤーの監禁場所に近づき、捜査員の一人はシュライヤーのいる部屋に聞き込みのために訪れるところまでいったものの、地元警察や連邦警察の捜査本部との連携不足により情報が伝わらず、結局空振りに終わった。

### 政争と危機管理チーム
高まるドイツ赤軍の脅威を前に、与野党の論争が激化した。野党であるキリスト教民主同盟・キリスト教社会同盟（CDU/CSU）の右派陣営は、ドイツ社会民主党（SPD）と自由民主党（FDP）の左派・中道連立政権には極左テロリストとの思想的な近接性があり、ひそかに共感しているのではという疑いを提起した。これに対し連立政権側は、野党が危機をヒステリックに煽ることで政局を優位に操り、与党となった暁には連邦共和国をさらなる警察国家化に導くつもりなのではと非難した。
しかし同時に与野党は協力して危機管理にあたっていた。シュライヤー誘拐の翌日の9月6日より、危機管理のために政府内に2つの組織が結成された。ヘルムート・シュミット首相を中心とするSPD・FDP内閣の中枢メンバーと、財界・司法界の代表により結成された小規模チーム（Kleine Lage）が対策会議を毎日何回も実施し、これに与野党の重要政治家やRAFメンバーを収監する刑務所のある各州の首相たちを加えた大規模危機管理チーム（Große Krisenstab, GKS, または Große Lage）が週に数回招集され、連邦政府や各州の捜査機関、法執行機関、議会の行動を調整・決定していた。この危機管理組織はドイツ基本法にも定めのない超法規的な組織であり、通常の手続きを省略して各政党間や政府各機関の即時かつ緊密な意見交換を行い意思を決定していた。後に多くの著者が述べるように、西ドイツは非常事態宣言を発令しないまま、事実上の非常事態（例外状態）に突入していた。
このチームの下でRAFに対する大規模捜査が行われたほか、刑務所にいるRAFメンバーに対して刑法の緊急避難条項に基づいて、外部との面会・他の受刑者との接触・テレビ視聴・ラジオ聴取などを禁ずる接触禁止命令を出し、これを合法化する接触禁止法が連邦議会を最速で通過して発効した。メディアに対しても統制が行われ、国内メディアはRAFから政府への声明文などを報道しない自主規制状態に入った（国外メディアには統制は届かず、シュライヤー誘拐事件やRAFからの声明に対する続報が行われた）。

### ルフトハンザ181便ハイジャック事件（ランツフート事件）
2年前の1975年にペーター・ロレンツが誘拐された時には西ドイツ政府はRAFメンバーの釈放要求に応じたが、今回はさらなる釈放に応じようとせず強硬な姿勢を見せた。RAFはさらに事件を起こして政府に対し圧力を加えようとし、共闘関係にあったパレスチナ解放人民戦線（PFLP）の協力でルフトハンザ機のハイジャックを起こした。
10月13日、パルマ・デ・マヨルカからフランクフルトへ向かうルフトハンザ181便（ボーイング737-230型機、ランツフート号、Landshut、乗員乗客計91人）をPFLPのメンバー4人がハイジャックしローマに着陸させ、西ドイツ政府に対しRAFのメンバー11人の釈放と1500万米ドルを要求した。ランツフート号はラルナカ、バーレーン、ドバイを転々とした。しかしドバイから先はアラビア半島のどの空港からも着陸の許可は下りず、10月15日にドバイを離陸してアデンに強行着陸した。
10月17日朝、ランツフート号はソマリアのモガディシュに着陸した。ハイジャック犯に逆らいアデン離陸後に機内で処刑されたユルゲン・シューマン（de:Jürgen Schumann）機長の遺体は滑走路上に投げ捨てられた。ハイジャック犯たちはRAFメンバー釈放の最終期限を同日昼に、後に翌10月18日朝に延長したが、西ドイツ政府はすでに武力による事態の解決を決めており、対テロ特殊部隊GSG-9をラルナカからずっとハイジャック機の後に密着させていた。シュミット首相はソマリアの最高権力者モハメド・シアド・バーレとの交渉でGSG-9をハイジャック機に突入させる許可を得た。10月18日未明、最終期限の1時間前、GSG-9隊員が機内に突入しハイジャック犯を瞬時に制圧した。GSG-9隊員の1人と乗員1人が負傷したほかは乗員乗客は全員無事解放され、ハイジャック犯のうち殺害された3人を除く1人は逮捕された。

### 1977年10月18日（RAF幹部の獄中死とシュライヤーの「処刑」）

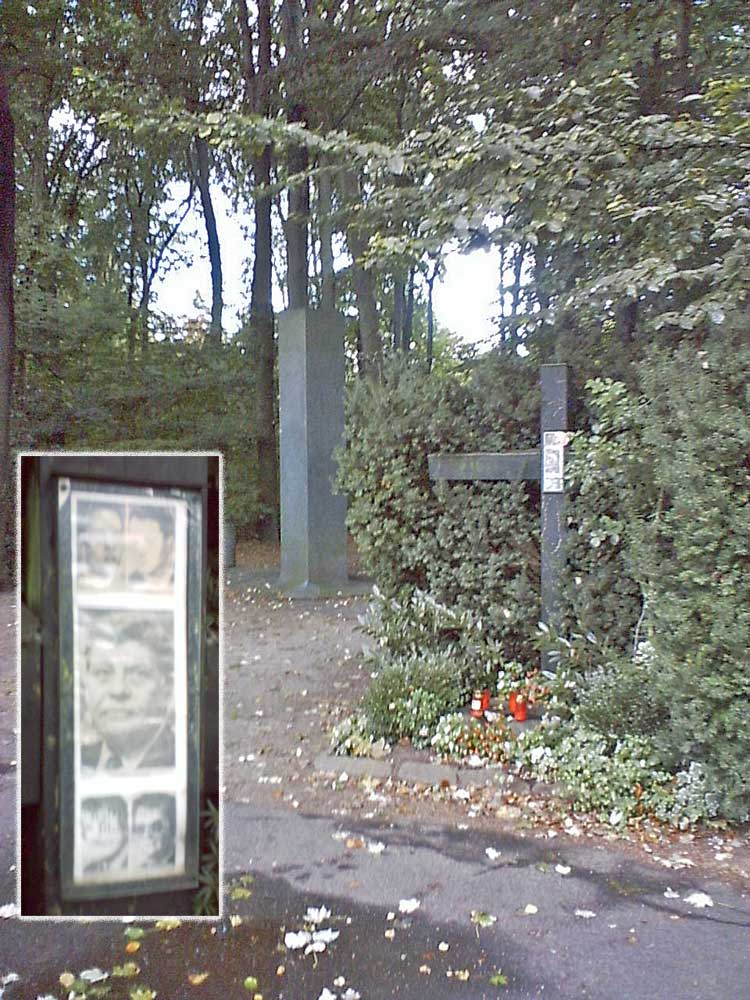
ケルンにあるシュライヤー誘拐殺人事件の犠牲者記念碑

同夜、シュトゥットガルトのシュタムハイム刑務所で、収監されていたRAFメンバーのうち幹部の3人がハイジャック失敗の報に接して獄中で自殺した。グドルン・エンスリン（Gudrun Ensslin）は首を吊り、アンドレアス・バーダー（Andreas Baader）とヤン＝カール・ラスペ（Jan-Carl Raspe）は拳銃で自殺した。さらにイルムガルト・メーラー（Irmgard Möller）は胸をナイフで4回刺したものの自殺できず手当てを受けた。
シュライヤーを監禁する犯人らはケルンからオランダ、さらにベルギーへと移動していたが、この3人の獄中死の報道を受けてベルギーを発ち、フランスへ移動する車内でシュライヤーを射殺した。彼の遺体は10月19日にミュルーズに放置されたアウディ・100のトランクから発見された。

## その後
シュタムハイム刑務所でのRAFメンバーの死亡事件に対する捜査が行われたが、彼らの死は自殺であったと公式に結論付けられた。ドイツで最も厳重な刑務所にどうやって拳銃が持ち込まれたかについては、彼らの弁護士が密かに持ち込みバーダーらに手渡したとされた。しかしこの際に生き残ったメーラーは、後に彼らの「自殺」は法によらない処刑であったと主張するなど、捜査結果に対する異論もなお提起され続けている。11月12日には、シュタムハイム刑務所のRAFメンバーのうちイングリット・シューベルト（Ingrid Schubert）がさらに首吊り自殺を遂げた。
ランツフート号ハイジャック事件以後、西ドイツ政府は、以後テロリストとは一切取引しないと声明を出した。シュライヤーを救出することはできず見殺しとなったものの、当時の首相ヘルムート・シュミットはこの突入事件の決断で高く評価された。